# Ahmed Hill
Pour les articles homonymes, voir Hill.
Ahmed Hill, né le 21 mars 1995 à Fort Valley dans l'État de Géorgie, est un joueur américain de basket-ball évoluant au poste d'arrière.

## Biographie
Non sélectionné lors de la draft 2019 de la NBA, il signe le 5 septembre 2019 un contrat two-way en faveur des Hornets de Charlotte. Le 20 octobre 2019, il est coupé par les Hornets de Charlotte.